# Nibugar

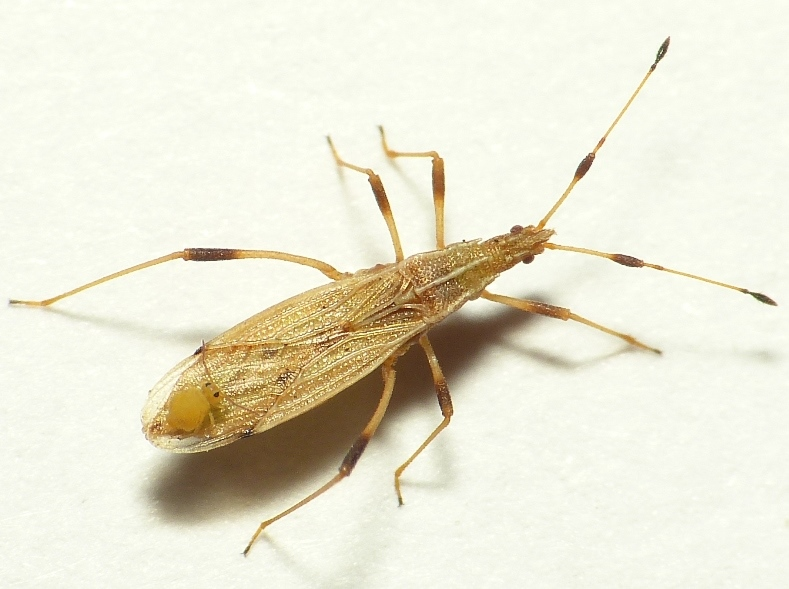
Nibugar krępy

Nibugar (Berytinus) – rodzaj pluskwiaków z podrzędu różnoskrzydłych i rodziny smukleńcowatych.

## Morfologia
Pluskwiaki o wydłużonym i smukłym ciele długości od 4 do 11 mm. Ubarwienie mają ochronne, żółtawe, szarożółte lub żółtobrązowe. Głowa ma wyrostek na czole i dwa owłosione lub nie, wałkowate żeberka biegnące równolegle między oczami złożonymi. Czułki budują cztery człony, z których pierwszy jest wydłużony i buławkowato zgrubiały u szczytu, drugi krótki, trzeci walcowaty i podobnej długości jak pierwszy, a ostatni wrzecionowaty i dłuższy od drugiego. Kłujka również jest czteroczłonowa. Na grubo punktowanej powierzchni przedplecza występują dwa żeberka boczne i jedno środkowe. Trójkątna tarczka ma niewielkie rozmiary. Półpokrywy mają drobno siateczkowate przykrywki i pięć podłużnych żyłek w zakrywce. Formy krótkoskrzydłe mają skróconą zakrywkę i płaski tył przedplecza, który u form długoskrzydłych jest wysklepiony. Zatułów ma ujścia gruczołów zapachowych zasłonięte pleurytami. Odnóża są silnie wysmuklone i mają zgrubienia w odsiebnych częściach ud.

## Ekologia i występowanie
Są to owady głównie fitofagiczne, ale uzupełniają swoją dietę żywymi i martwymi stawonogami o niewielkich rozmiarach. Bytują na powierzchni gleby, u podstawy roślin żywicielskich, do których należą przede wszystkim bobowate, choć rzadziej zdarza im się żerować na goździkowatych i wiechlinowatych.
Przedstawiciele rodzaju występują wyłącznie w krainie palearktycznej. W Polsce potwierdzono występowanie 5 gatunków (zobacz: smukleńcowate Polski), natomiast występowanie szóstego jest wysoce prawdopodobne.

## Taksonomia
Rodzaj ten wprowadzony został w 1900 roku przez George’a W. Kirkaldy’ego. Klasyfikowany jest monotypowym plemieniu Berytinini. Obejmuje 12 opisanych gatunków:
- Berytinus clavipes Fabricius, 1775 – nibugar długorogi
- Berytinus consimilis (Horvath, 1885)
- Berytinus crassipes (Herrich-Schaeffer, 1835) – nibugar krępy
- Berytinus distinguendus (Ferrari, 1874)
- Berytinus geniculatus (Horvath, 1885)
- Berytinus hirticornis (Brulle, 1836) – nibugar kosmatorogi
- Berytinus minor (Herrich-Schaeffer, 1835) – nibugar mniejszy
- Berytinus montivagus (Meyer, 1841)
- Berytinus setipennis (Saunders, 1876)
- Berytinus signoreti (Fieber, 1859) – nibugar jasnonogi
- Berytinus strangulatus (Rey, 1888)
- Berytinus striola (Ferrari, 1874)